# Дердо, Виктор Григорьевич
Виктор Григорьевич Дердо (укр. Віктор Григорович Дердо; 12 апреля 1954, Березовка, Одесская область, УССР, СССР) — советский и украинский футбольный арбитр. Арбитр национальной категории. Заслуженный работник физической культуры и спорта Украины. Инструктор ФИФА и УЕФА.

## Биография
Образование высшее. В 1980 году окончил Одесский педагогический институт им. К. Д. Ушинского по специальности «преподаватель физического воспитания».
Выступал за любительские команды Одесской области. В 1979 году начал деятельность арбитра на уровне первенств города и области. С 1982 года обслуживал матчи второй лиги первенства СССР, в 1991 году проводил поединки переходной лиги. С 1992 года обслуживал встречи высшей лиги чемпионата Украины. В 1995 году был главным арбитром финального матча Кубка страны.
В качестве главного арбитра в Кубке Украины провёл 32 матча, в первой и во второй лигах — 78 матчей.
Лучший арбитр Украины сезонов 1994/95, 1996/97.
С 1995-го по 2000 год возглавлял Комитет арбитров Федерации футбола Одесской области. С 2002-го по 2003 год занимал пост заместителя главы Федерации футбола Одесской области. С 1999 года является наблюдателем арбитража всеукраинских соревнований по футболу. В 2003 году возглавил Комитет арбитров Федерации футбола Украины.
В настоящее[когда?] время занимает должность заместителя председателя Комитета профессионального футбола Федерации футбола Украины.
Сын Виктора Дердо Александр также стал футбольным арбитром.